# 陳瑞文
陳瑞文（1958年—），出生於彰化縣竹塘鄉，台灣發明家.

## 生平
創辦了台灣品岱公司。發明「JW生態工法」，以會呼吸的海綿鋪面道路為人所知。